# Erminie Cohen
Pour les articles homonymes, voir Cohen.
Erminie Joy Cohen (23 juillet 1926 à Saint-Jean au Nouveau-Brunswick - 15 février 2019 dans la même ville) est une femme d'affaires et sénatrice canadienne du Nouveau-Brunswick.

## Biographie
Erminie Cohen naît en 1926 à Saint-Jean au Nouveau-Brunswick
Elle est nommée sénatrice sur avis de Brian Mulroney le 4 juin 1993 et le reste jusqu'à son terme le 23 juillet 2001.

## Distinction
- Membre de l’ordre du Canada